# Lluís Martínez Sistach
Lluís kardinál Martínez Sistach (* 29. dubna 1937 Barcelona) je španělský římskokatolický kněz, emeritní arcibiskup barcelonský, kardinál.

## Kněz
Kněžské svěcení přijal 17. září 1961, od dalšího roku studoval kanonické právo v Římě. V roce 1967 získal doktorát na Papežské univerzitě Gregoriana. Po návratu do Barcelony pracoval jako sekretář církevního tribunálu, v roce 1973 byl jmenován jeho soudcem. Přednášel také kanonické právo na barcelonské univerzitě.
V roce 1979 ho kardinál Narciso Jubany Arnau jmenoval generálním sekretářem barcelonské arcidiecéze s úkolem koordinace všech institucí diecézní kurie. Byl také jmenován členem rady konsultorů.

## Biskup

Dne 13. prosince 1987 byl jmenován pomocným biskupem v Barceloně, biskupské svěcení přijal 27. prosince téhož roku v barcelonské katedrále. 17. května 1991 se stal biskupem v Tortose, arcibiskupem Tarragony byl jmenován 20. února 1997.
V roce 1996 se stal konsultorem Papežské rady pro laiky, od roku 1990 do roku 2002 byl předsedou právní komise Španělské biskupské konference. 16. prosince 2003 se stal členem Papežské rady pro výklad legislativních textů.
V rámci reformy barcelonské arcidiecéze v červnu 2004, kdy z dosavadní barcelonské arcidiecéze vznikla církevní provincie, zahrnující katalánské hlavní město a dvě sufragánní diecéze Sant Feliu de Llobregat a Terrasa, ho papež Jan Pavel II. jmenoval barcelonským metropolitou.

## Kardinál
Při konzistoři 24. listopadu 2007 ho papež Benedikt XVI. povýšil do kardinálské hodnosti.